# 鲁菲亚
鲁菲亚（義大利語：Ruffia），是意大利库内奥省的一个市镇。总面积7平方公里，人口339人，人口密度48.4人/平方公里（2009年）。ISTAT代码为004198。